# Base do crânio
Ossos que formam a parte cervical ou porção baixa do crânio.